# دوقلوها ۲
دوقلوها ۲ (به هندی: Judwaa 2) یک فیلم هندی اکشن-کمدی محصول سال ۲۰۱۷ به کارگردانی دیوید داوان با بازی وارون داوان، ژاکلین فرناندز، تاپسی پانو، انوپم کهیر، راجپال یاداو، پاوان مالهوترا، ویوان بهاتنا، ذاکر حسین، جانی لوراست. این بازسازی دوقلوها (فیلم ۱۹۹۷)، که خود بازسازی فیلم سلام برادر (فیلم ۱۹۹۴) می‌باشد. این فیلم در ۲۹ سپتامبر ۲۰۱۷ منتشر شد.

## داستان
پرم (Prem) و راجا (Raja) برادرهای دوقلویی هستند که در هنگام تولد از یکدیگر جدا می‌شوند، اما از طریق رفلکس‌ها به یکدیگر متصل هستند. آنها در بزرگسالی مجدداً باهم متحد می‌شوند و تصمیم می‌گیرند که …